# تأثير السياق
تأثير السياق (بالإنجليزية: Context Effect) هو جانب من جوانب علم النفس المعرفي الذي يصف تأثير العوامل البيئية على استجابة الأفراد للتنبيهات. يعتبر تأثير تأثيرات السياق جزءًا من طريقة التصميم أعلى أسفل وأسفل أعلى. ويدعم هذا المفهوم النهج النظري للإدراك المعروف باسم الإدراك البنّاء. يمكن أن تؤثر تأثيرات السياق على حياتنا اليومية بعدة طرق مثل التعرف على الكلمات وقدرات التعلم والذاكرة وإدراك الأشياء. يمكن أن يكون لها أيضًا تأثير واسع على التسويق وقرارات المستهلك. على سبيل المثال، أظهرت الأبحاث أن مستوى الراحة الذي يشعر به المتسوقون خلال تجولهم في الطابق وتفحصهم للمنتجات، قد يؤثر على تقييماتهم لجودة المنتج، ما يؤدي إلى وضعهم تقييمات أعلى في حال شعروا بالراحة أكثر، وبالعكس فإنهم يضعون تقييمات منخفضة في حال شعورهم بعدم الراحة. بسبب مثل تلك التأثيرات،  تُدرَس تأثيرات السياق حاليًا بشكل أساسي في مجال التسويق.

## المبادئ المعرفية لتأثيرات السياق
تستخدم تأثيرات السياق طريقة التصميم  أعلى أسفل عند تحليل المعلومات. يعمل هذا التصميم على تعزيز فهم الصورة باستخدام الخبرات السابقة المعرفة في تفسير التنبيهات. تساعدنا هذه العملية على تحليل المشاهد والأشياء المألوفة عند مواجهتها. أثناء أي نوع من الإدراك، يستخدم الناس عادة إما المعلومات الحسية (تصميم أسفل أعلى) أو يعتمدون على معرفة مسبقة من التنبيهات (تصميم أعلى أسفل) عند تحليلها. يستخدم الأفراد بشكل عام كلا النوعين من المعالجة أثناء فحص التنبيهات. إذ يُعتبر استخدام كل من المعلومات الحسية والمعرفة المسبقة -للوصول إلى استنتاج معين- سمة من سمات التفكير الاحتمالي الأمثل، المعروفة باسم الاستدلال البايزي، لقد أظهر العلماء المعرفيون كيف يمكن أن تظهر تأثيرات السياق بشكل حسابي من عملية الاستدلال البايزي. عندما تحدث تأثيرات السياق، يستخدم الأفراد الإشارات البيئية المُدركة أثناء فحص التنبيهات للمساعدة في تحليلها. بمعنى آخر، غالبًا ما يتخذ الأفراد قرارات نسبية تكون تحت تأثير البيئة أو التجربة المسبقة للأشياء.
قد تتأثر هذه القرارات إلى حد كبير بهذه القوى الخارجية، إلى جانب أنها قد تغير الطريقة التي ينظر بها الأفراد إلى الأشياء. على سبيل المثال، أظهرت الأبحاث أن الأشخاص يصنّفون الإعلانات التليفزيونية على أنها جيدة أو سيئة بحسب مستويات تمتّعهم بالعرض أثناء ظهوره. كلما أعجبهم العرض أم لم يعجبهم، زاد احتمال تصنيف الإعلانات التجارية خلال العرض بشكل أكثر إيجابية أو سلبية (على التوالي). يظهر مثال آخر أنه أثناء عملية التعرف على الصوت، يمكن أن يستخدم تأثير السياق الأصوات الأخرى في البيئة لتغيير الطريقة التي نصنف بها الصوت.
يمكن أن يظهر تأثير السياق بأشكال متعددة، بما في ذلك تأثير التفوق التكويني الذي يوضّح درجات متفاوتة من الإدراك المكاني اعتمادًا على ما إذا كانت التنبيهات موجودة في تكوين منظم أو بشكل منعزل. على سبيل المثال، قد يتعرف المرء على شيء بتكوينه الكامل أسرع من التعرف على أجزائه الفردية (تأثير تفوق الشيء).

## التأثير
يمكن أن يكون لآثار السياق مجموعة واسعة من التأثيرات في الحياة اليومية. عند محاولتك لقراءة خط مكتوب باليد بشكل غير مفهوم، تستخدم آثار السياق لتحديد الحروف التي تشكل كلمة واحدة. هذا يساعدنا على تحليل الرسائل الغامضة المحتملة وفك شيفراتها بشكل صحيح. يمكن أن يؤثر ذلك أيضًا على إدراكنا للأصوات غير المألوفة نظرًا للضوضاء المحيطة. على سبيل المثال، قد نكتب كلمة لا يمكننا أن نضعها في جملة بناءً على الكلمات الأخرى التي يمكن أن نفهمها. يمكن للسياق أن يحدد مواقفنا ومعتقداتنا حول مواضيع معينة وذلك بالاعتماد على العوامل البيئية الحالية وتجاربنا السابقة معها.
يمكن إلغاء تأثيرات السياق في حال أدركنا بوعينا المنبه الخارجي أو التاريخ الماضي الذي قد يؤثر على قرارنا. على سبيل المثال، أظهرت دراسة أجراها نوربرت شوارز وجيرالد كلور أنه عندما طلبا من الناس تقييم مدى رضاهم عن الحياة بشكل عام في الأيام المشمسة أو الممطرة، قد أبدوا ارتياحًا أكبر في الأيام المشمسة وأقل راحة في الأيام الممطرة. ومع ذلك، عندما ذُكّر الناس بحالة الطقس، عاد تقييم رضاهم ليكون بشكل متساوٍ تقريبًا. توضّح هذه الدراسة التأثير الذي يمكن أن تحدثه البيئة على الإدراك، وأنه عند الإشارة إلى ذلك، يمكن إلغاء تأثيرات السياق.
تؤثر تأثيرات السياق أيضًا على الذاكرة. غالبًا ما نكون قادرين على تذكر المعلومات في المكان ذاته الذي تلقينا فيه المعلومات أو درسناها. على سبيل المثال، أثناء الدراسة قبل الامتحان، من الأفضل أن تدرس في البيئة ذاتها التي سيُجرى فيها الامتحان (مثل غرفة الصف)، وذلك أفضل من أن تدرس في مكان آخر لم تتلقَ أي من المعلومات، لذا فلن تحتاج إلى تذكرها. وتسمى هذه الظاهرة باسم معالجة النقل المناسب.

### التسويق
قد يأتي أكبر قدر من البحوث المتعلقة بتأثيرات السياق من أبحاث التسويق. يمكن أن تؤثر تأثيرات السياق على سلوك اختيار المستهلكين. هناك ثلاث تأثيرات سياق رئيسة تُبحث في التسويق. الأول، تأثير التسوية، ينصّ على أن الأشياء التي تُسعَّر في منتصف مجموعات الخيارات، يُنظر إليها بشكل أكثر إيجابية. إذ يبدو الخيار الأوسط حلًّا وسطيًا جيدًا بين الخيارات التي يمكن اعتبارها متطرفة للغاية. على سبيل المثال، إذا كانت هناك دراجات معروضة للبيع في المتجر المحلي تتراوح أسعارها بين 50 دولارًا و 75 دولارًا؛ عادًة ما يختار المتسوق العادي -الذي لا يبحث عن دراجة فاخرة- الدراجة التي تبلغ قيمتها 60 دولارًا؛ لأنه سعر متوسط يتناسب مع مستوى خبرته. ومع ذلك، عند إضافة دراجة بقيمة 100 دولار إلى المبيعات، فإن معظم المتسوقين المتوسطين سيختارون الدراجة بسعر 75 دولارًا. هذا يدل على التأثير التوفيقي لاختيار الدراجة لتتناسب مع توقعاتهم بشأن الأسعار المتوسطة. يحافظ تأثير الجاذبية -وهو التأثير السياقي الثاني على سلوك المستهلك- على فكرة أن أحد العناصر سيزيد من جاذبية عنصر آخر مشابه له، لكنه متفوق عليه. بإظهار أن أي عنصر متفوق على عنصر مشابه، فإن ذلك يزيد من احتمالية تفوقه وقوته الشرائية المحتملة.
ينصّ تأثير التشابه -وهو التأثير السياقي الثالث على سلوك المستهلكين- على أن العنصر سيلحق الضرر بعنصر مشابه آخر في المبيعات أكثر من تأثيره على عنصر مختلف. مع وجود عنصرين أو أكثر يتنافسان على جذب الاهتمام، فسوف يؤدي ذلك إلى تغلب أحدهما على الآخر في السوق.
يمكن للشركات التي تتطلّع إلى زيادة نسبة إعادة بيع المنتج استخدام تأثيرات السياق هذه، وذلك لإنشاء استراتيجيات تسويقية مربحة أكثر. تتمثّل فكرة تأثيرات السياق في صناعة التسويق في السماح للعناصر الأكثر ربحًا بتعزيز المشاركة الاختيارية، وزيادة الإنتاجية استنادًا إلى التأثيرات السياقية على بعض العناصر وضدها.

### إدراك العمل الفني
يؤثر السياق أيضًا على إدراك العمل الفني. حظيت الأعمال الفنية المُقدمة في سياق متحف كلاسيكي باهتمام وإثارة أكبر مما كانت عليه في سياق المختبر المعقّم. على الرغم من أن النتائج المحددة تعتمد اعتمادًا كبيرًا على أسلوب العمل الفني المقدم، أثبت تأثير السياق أنه أكثر أهمية بالنسبة لإدراك العمل الفني ثم تأثير جودته (سواء أقُدّم العمل الفني على أنه أصلي أم كصورة طبق الأصل/ نسخة).